# Nektar
I Nektar sono un gruppo musicale inglese di progressive rock, attivo soprattutto negli anni Settanta ad Amburgo.

## Storia del gruppo
I componenti della band, tutti di nazionalità britannica, si conoscono ad Amburgo, in Germania, dove nel 1969 creeranno la prima formazione della band; il chitarrista Roye Albrighton si trova in tour con il suo gruppo, i Rainbows, che abbandona durante il tour per divergenze musicali.
Il gruppo durerà ininterrottamente per sei anni, pubblicando sei album, l'ultimo dei quali vede la partecipazione di Larry Fast ai sintetizzatori in qualità di membro esterno, che resterà nell'orbita della band fino al 1978.
Il nucleo originale si riunirà una sola volta, il 29 giugno 2002, in occasione del NEARfest.
Il chitarrista e membro fondatore Roye Albrighton, muore all'età dei 67 anni il 27 luglio 2016. Con la sua dipartita, la band si scioglie una terza volta.
Nel 2018, grazie al batterista e cantante Che Albrighton, figlio dello scomparso Roye, viene creata un'estemporanea formazione a nome 'New Nektar'; il quartetto produrrà e pubblicherà l'album 'Megalomania'.
Alcuni componenti storici della band, a sorpresa, decidono di riformarla nel 2019, grazie a due dei musicisti originari (Ron Howden e Derek Moore). Nel 2020 pubblicheranno nello stesso anno un nuovo album e un singolo, che nel brano "Devils door", con il permesso della vedova, vede la presenza in uno dei brani, se pur virtuale e postuma, della chitarra dell'ex compagno Roye Albrighton, quale omaggio all'amico e collega scomparso.

## Discografia

### Album in studio
- 1971 Journey to the Centre of the Eye (Howden, Albrighton, Freeman, Moore)
- 1972 A Tab in the Ocean (Howden, Albrighton, Freeman, Moore)
- 1973 ...Sounds Like This (Howden, Albrighton, Freeman, Moore)
- 1973 Remember the Future (Howden, Albrighton, Freeman, Moore)
- 1974 Down to Earth (Howden, Albrighton, Freeman, Moore)
- 1975 Recycled (Howden, Albrighton, Freeman, Moore)
- 1977 Magic is a Child (Howden, Freeman, Moore, Nelson)
- 1980 Man in the Moon (Albrighton, Freeman, Rojas, Prater)
- 2001 The prodigal son (Albrighton, Freeman, Hardwick)
- 2004 Evolution (Howden, Albrighton, Freeman, Dembo)
- 2008 Book of Days (Howden, Albrighton, Dunnahoe, Adams, Mattern)
- 2012 A Spoonful of Time 'album di cover' (Howden, Albrighton, Henatsch, Sherwood, vari ospiti)
- 2013 Time Machine (Howden, Albrighton, Henatsch, Sherwood)
- 2020 The Other Side (Howden, Moore, Chlanda, Dembo, Scott)
- 2024 Mission to Mars (Moore, Chlanda, Dittamo, Castello, Scott)

### Album dal vivo
- 1974 Sunday Night at London Roundhouse originariamente contenente cinque tracce, venne stampata una versione espansa nel 2002, con dieci tracce (Albrighton, Freeman, Moore, Howden)
- 1977 Live in New York (Moore, Howden, Albrighton, Freeman)
- 1978 More Live Nektar in New York (Moore, Howden, Albrighton, Freeman)
- 2002 Unidentified Flying Abstract - Live at Chipping Norton 1974 (Moore, Howden, Albrighton, Freeman)
- 2004 Greatest Hits Live (Moore, Howden, Albrighton, Freeman)
- 2005 2004 Tour Live (Albrighton, Freeman, Dembo, Hughes)
- 2005 Door to the Future - The Lightshow Tapes Volume 1 (Albrighton, Freeman, Moore, Howden)
- 2005 Live In Germany 2005 (Albrighton, Freeman, Dembo, Hughes)
- 2008 Live In Detroit 1975 (Albrighton, Freeman, Moore, Howden)
- 2011 Fortyfied (Howden, Albrighton, Pichl, Henatsch)
- 2017 Live in Bremen (Howden, Albrighton, Henatsch, Fry)

### Raccolte
- 1976 Nektar
- 1978 Thru the Ears
- 1978 Best of Nektar
- 1994 Highlights
- 1998 The Dream Nebula: The Best of 1971-1975
- 2008 The Boston Tapes
- 2011 Retrospektiv 1969-1980

### Singoli
- 1973 Do You Believe in Magic?
- 1974 Remember the Future (Edit)
- 1974 What Ya Gonna Do?
- 1974 Fidgety Queen
- 1974 Astral Man
- 1975 Flight to Reality
- 2005 Always
- 2019 Skywriter (lato A) / The Devils Door (lato B)

## Formazione

### Attuale
- Derek "Mo" Moore: basso, tastiere, voce, testi (1969-1978, 2002-2003, 2019 -)
- Randy Dembo: basso, pedali bassi, cori (2003-2006, 2019 -)
- Ryche Chlanda: chitarra, voce (1978, 2019 -)
- Kendall Scott: tastiere (2019 -)

### Ex componenti
- Roye Albrighton: chitarra, basso, voci (1969-1976, 1978, 1979-1982, 2000-2016; morto nel 2016)
- Allan "Taff" Freeman: tastiere, sintetizzatori, cori (1969-1978, 1979-1980, 2000-2004)
- Dave Nelson: chitarra, voce (1976-1978)
- Carmine Rojas: basso, cori (1979-1982, 2006)
- David Prater: batteria, percussioni, cori (1979-1982)
- Ray Hardwick: batteria, pecrussioni (2000-2003)
- Desha Dunnahoe: basso, cori (2006-2007)
- Steve Adams: chitarra, cori (2006-2007)
- Steve Mattern: tastiere (2006-2007)
- Klaus Henatsch: tastiere, cori (2007-2016)
- Billy Sherwood: basso (2011-2014 a fasi alterne con Lux Vibratus)
- Larry Fast - sintetizzatori (1975-1978, 2002-2003) membro non ufficiale presente quale ospite negli album in studio 'Recycled' e  'Magic is a child', nonché nel 'Live' del 2002
- Tommi Schmidt - tastiere, cori (1980-1982)
- Scott Krentz - percussioni, voce (2002)
- Tom Hughes - tastiere, cori (2004-2006)
- Peter Pichl - basso (2007-2011)
- Lux Vibratus - basso (2011-2014 a fasi alterne con Billy Sherwood)
- Tom Fry - basso (2014-2016) coi New Nektar nel 2018
- Ron Howden: batteria, percussioni, cori (1969-1978, 2003-2016, 2019-2023)[4]

## New Nektar
- Alex Hoffmeister - chitarra, voce principale
- Klaus Henatsch - tastiere e voce
- Tom Fry - basso e voce
- Che Albrighton - batteria e voce